# بطولة تونس لكرة السلة للرجال 2001–02
بطولة تونس لكرة السلة للرجال 2001–02 هو الموسم رقم 47 من بطولة تونس لكرة السلة للرجال.

فاز بهذا الموسم الشبيبة الرياضية القيروانية.

## روابط خارجية
- الموقع الرسمي للجامعة التونسية لكرة السلة.